# كاسيو جي-شوك فروجمان

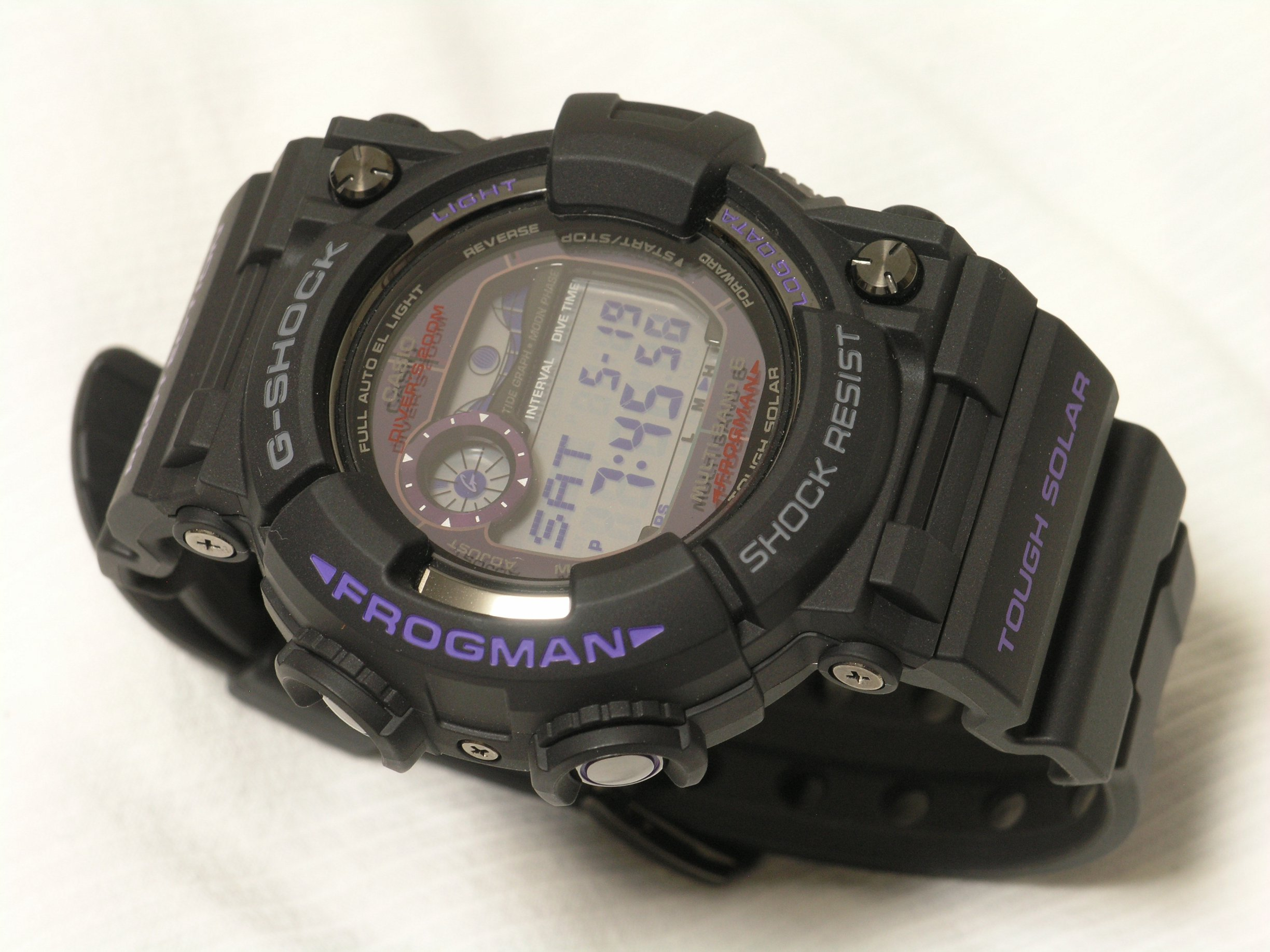
كاسيو جي-شوك فروجمان موديل GWF-1000BP-1JF مزود بنظام يعمل بالطاقة الشمسية "Tough Solar" وذات تحكم موجي بتقنية " MULTIBAND6 "

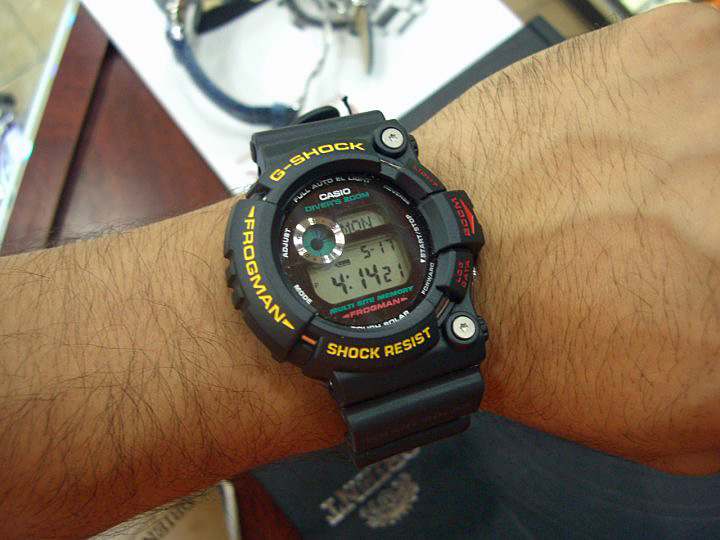
صورة لكاسيو جي-شوك فروجمان، وهي لأقدم موديل من فروجمان "GW-200Z-1JF."

فروجمان هو طراز متطور من مجموعة ساعات كاسيو جي-شوك. وكان أحد الطرازات الأولى لمجموعة «ماستر جي» وهي مجموعة من ساعات جي-شوك المصممة للاستخدامات الخاصة، ويمتلك طراز فروجمان شكلًا غير مألوف ويتم تثبيته بشكل غريب الأطوار على أحزمته، وصُنعت خصيصًا كساعة غوص للغواصين وهي مجموعة جي-شوك الوحيد المتوافق مع معيار ISO 6425 وحاصلة على تصنيف 200 متر.

## نبذة
تم إصدار أول موديل من فروجمان (DW-6300) في نوفمبر 1993.  بينما بدأت كاسيو في استخدام لوحة خلفية حديثة بأربعة مسامير لساعاتها في ذلك الوقت تقريبًا، في حين أن الموديل DW-6300 احتفظ بتصميم اللوحة الخلفية السابقة. وفي يونيو 1995 تم تقديم الجيل الثاني من طراز فروجمان وهو DW-8200، ومنذ ذلك الحين أصبح طراز فروجمان يتمتع بشعبية كبيرة بين جامعي ساعات جي-شوك وبدأ إنتاج العديد من الإصدارات الخاصة.
والموديل الفريد في تشكيلة فروجمان هو الإصدار المحدود MRG-1100-2، وكان هذا الموديل جزءًا من سلسلة إم أر-جي، وهي عبارة عن مجموعة من ساعات جي-شوك المعدنية المتطورة. في حين أن جميع موديلات جي-شوك الأخرى مصنوعة من إطارات وأحزمة من الراتنج، إلا أن موديلات MRG-1100-2 مصنوعة بالكامل من التيتانيوم.
وفي أبريل 1999، تم تقديم موديل DW-9900 وكان هذا الموديل من فروجمان أصغر قليلاً من DW-8200، واستمر إنتاج كلا الموديلين DW-8200 و DW-9900 لعامين متتاليين. ويبدو أن موديل DW-9900 كان أقل شهرة حيث تم استبداله بعد وقت قصير بموديل GW-200 التي تعمل بالطاقة الشمسية في يونيو 2001. وباستثناء "Snake Killer" و "Carbon Fiber Frogman" (GW-201-6JF و GW-201NT-1JF)، يحتوي موديل فروجمان هذا على وحدة Tough Solar 2422. آخر سلسلة من فروجمانGW-200 هي GW-200Z-1JF "Final Frogman" التي تم إصدارها في نوفمبر 2009. وكان الموديل موجودًا لمدة سبع سنوات على الأقل إذ بقي أكثر من موديل DW-8200.[بحاجة لمصدر] ويشير الرمز "GW" عادةً إلى ساعات جي-شوك الموجهة موجياَ والتي تُسمى عادةً بـ «الإشارات الذرية» وإن كانت غير صحيحة، ولكن لم يتم تجهيز فروجمان بهذه الميزة قبل إطلاق موديل GWF-1000.
وتم تقديم موديل GWF-1000 في سبتمبر 2009 في اليابان، ويمثل الجيل الخامس من سلسلة فروجمان. وأصبح موديل GWF-1000 قادرًا الآن على تلقي تحديثات الوقت من ستة مواقع حول العالم (ماينفلينجين [ألمانيا]، أنثورن [إنجلترا]، إف تي كولينز [الولايات المتحدة الأمريكية]، شانغكيو [الصين]، فوكوشيما وفوكووكا / ساجا [اليابان])، مع حصولها على الاعتماد من بمعيار ISO 6425 وعمق 200 متر مقاومة الماء، ومقاومة للصدمات، ومقياس لوقت الغوص والعمل بالطاقة الشمسية. كما أنه يحتوي على وظيفة الرسم البياني للمد والجزر وطور القمر، وكما في موديلات فروجمان؛ فإن موديل GWF-1000 مصنوع من الفولاذ المقاوم للصدأ مع إضافة طلاء يشبه الماس (DLC) لتحسين مقاومة التآكل.
وأطلقت كاسيو الموديل GWF-D1000 في معرض بازل وورلد 2016 وتضمن هذا الموديلين GWF-D1000-1 و GWF-D1000B-1 (المطرزة باللون الأزرق). وإلى جانب الميزات المعتادة مثل الحركة التي تعمل بالطاقة الشمسية "Tough Solar" ونظام التحكم الموجي على مدار الساعة الذرية، تحتوي الساعة على ثلاثة مستشعرات، وهي درجة الحرارة ومقياس العمق والبوصلة. وستسجل الساعة وقت غوص المستخدم، وتتبع العمق، وتسجل درجة حرارة الماء، وتسجل البيانات لما يصل إلى 20 غطسة. وفيها ميزة فريدة أخرى ألا وهي زجاجة القراءة المصنوعة من الياقوت.
وكشفت كاسيو في عام 2020 النقاب عن أول نظير لطراز فروجمان وهو GWFA1000، ويتميز هذا الطراز الجديد بهيكل من الراتينج المقوى بألياف الكربون بتصميم أحادي ومميزات أخرى مثل اتصال بلوتوث.